# Kanton Lezoux
Kanton Lezoux (fr. Canton de Lezoux) je francouzský kanton v departementu Puy-de-Dôme v regionu Auvergne. Tvoří ho 12 obcí.

## Obce kantonu
- Bulhon
- Charnat
- Crevant-Laveine
- Culhat
- Lempty
- Lezoux
- Néronde-sur-Dore
- Orléat
- Peschadoires
- Saint-Jean-d'Heurs
- Seychalles
- Vinzelles